# Cantone di Levie
Il Cantone di Levie era una divisione amministrativa dell'arrondissement di Sartena.
A seguito della riforma approvata con decreto del 24 febbraio 2014, che ha avuto attuazione dopo le elezioni dipartimentali del 2015, è stato soppresso.
I 4 comuni facenti parte prima della riforma del 2014 erano:
- Carbini
- Levie
- San Gavino di Carbini
- Zonza